# Партизанское (Багратионовский район)
Партиза́нское — посёлок в Багратионовском районе Калининградской области. Входит в состав Нивенского сельского поселения.

## История
В 1910 году в Шёнморе проживало 94 человека, в 1933 году население общины составляло 329 жителей, в 1939 году - 297 жителей.
В последних числах января 1945 года поселок Шёнмор был взят войсками 3-го Белорусского фронта, с 1947 года носит название Партизанское.

## Население
| 2002 | 2010  |
| ---- | ----- |
| 962  | ↗1081 |

## Транспорт
Ходит маршрутное такси 136 до Калининграда.